# كريستين شنكن
كريستين شنكن (بالإنجليزية: Christine Chinkin)‏ هي أستاذة في القانون الدولي في كلية لندن للاقتصاد، وهي أيضًا أستاذة في جامعة ميتشيغان للقانون. شاركت كريستين شنكن في بعثة الأمم المتحدة لتقصي الحقائق في حرب غزة التي شكلت من قبل مجلس حقوق الإنسان، شاركت كريستين شنكن أيضًا إلى جانب ديزموند توتو في لجنة تقصي حقائق بشأن مجزرة بيت حانون في عام 2006.